# Chinlla
Chinlla es un centro poblado peruano localizado en el distrito de Acochaca, provincia de Asunción, departamento de Áncash. Cuenta con una población aproximada de 500 habitantes dedicada mayormente a labores agrícolas y ganaderas. Se localiza sobre los 2900 msnm, a unos 5 km de Acochaca, capital del distrito y a 6 km de Chacas, capital de la provincia.
Es uno de los 5 centros poblados más poblados de la provincia de Asunción. Los centros poblados más cercanos son Pampash, Ichic Chinlla y Chinchuracra comunicadas con la carretera vecinal Jambón - Chinlla.

## Historia

### Presencia en el antiguo Perú
Durante el apogeo de la cultura Chavín, entre el 1300 a. C. y 1100 a. C., la población del valle de Chacas se incrementó y surgieron al menos tres nuevos asentamientos ubicados en Gatinjirka, Pirushtu de Huallin y Chakabamba. Durante este período se construyeron centros ceremoniales en las cimas de los cerros con forma de conos truncados a los que se les denominaría pirushtus, estos altares contaban con galerías subterráneas donde los pobladores depositaban a sus muertos. 
Durante el período Intermedio Temprano (200 a. C.-700 d. C.), los asentamientos más importantes serían; Gatinjirka, Pirushtu de Huallin y Chakabamba. 
Durante el Horizonte Medio (700-1200 d. C.), con el apogeo de la cultura wari, Gatinjirka fue abandonado progresivamente durante un contexto social sumamente agitado. Las principales tribus unidas por el idioma, costumbres y religión, se organizaron en curacazgos o señoríos, dando lugar al señorío de huari; este y los señoríos de pincos, Piscobambas y Conchucos conformaron una nación confederada a la que los españoles conocerían como Conchucos, en el territorio actual de la sierra oriental de Áncash.

### Chinlla durante la invasión inca

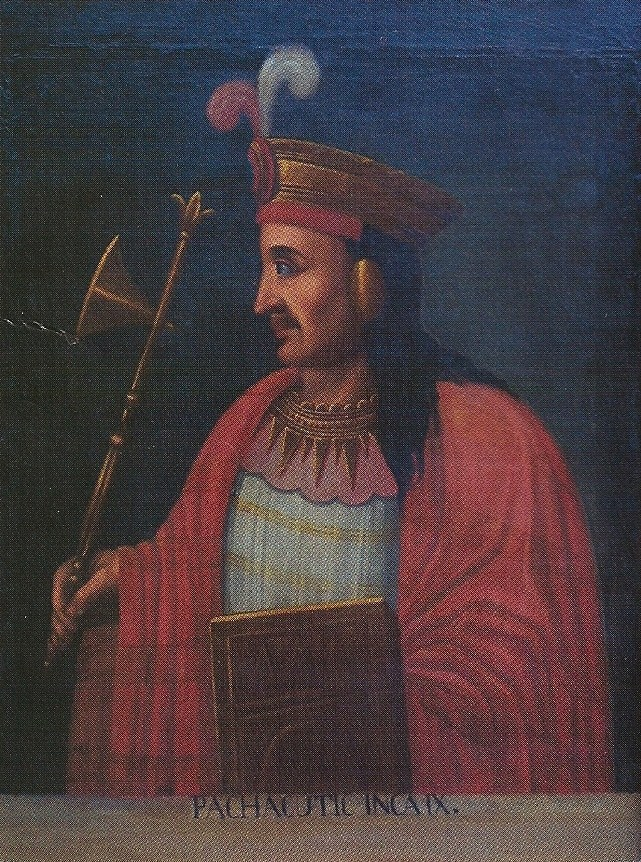
La Sierra Oriental de Áncash fue sometida durante el gobierno del Sapa Inca Pachacútec.

El escudo de la provincia tiene en uno de sus cuarteles a un alfarero chinllino. Su trabajo fue reconocido en toda la región.

La dominación incaica de la etnia Huari se produjo entre 1430 y 1450 aproximadamente, durante el gobierno del Sapa Inca Pachacútec. Los señoríos de la zona oriental de Áncash fueron incorporados al Tawantinsuyo tras una feroz invasión por parte del inca Cápac Yupanqui, hermano y general del Sapa Inca, quien se vio obligado a replegarse y construir el tambo de Maraycalle en Yauya. El ejército confederado de los Conchucos conformado por los grupos étnicos huari, piscopampas, sihuas, pincos y conchucos dio resistencia a los cuzqueños por varios meses. En Chinlla, el poblado del cacique Katin fue uno de los últimos bastiones en caer debido a su ubicación elevada y a lo agreste del territorio circundante.
El párroco e historiador huarino Santiago Márquez Zorrilla tradujo hacia el año 1940, el relato ancestral de un campesino de Chinlla al que llamó "La maldición del inca".

«El inca, gran señor del Cusco, desde Maraycalle, que desde aquí se ve, por allá por las alturas de Yauya, al divisar por estos lados y contemplar las verdes praderas de Chinlla, Sapchá, Colpa y Cunya y más poblados, envió emisarios a pedir que Kátin y Riway se sometieran a su imperio y que en señal de vasallaje le enviaran doce jóvenes ñustas para su séquito. Entonces los muy valientes Kátin y Riway contestaron al inca con palabras bravas y se negaron a obedecerle. El inca que era soberbio y que venía desde el Cusco sometiendo a todos los pueblos tomó muy a mal esta desobediencia. Subióse a lo más alto de Maraycalle y desde allí tiró con su poderosa honda primero un puñado de tierra que cayó en Allpabamba, y después otro puñado de Shashal que calló sobre Chinlla. Que si mandan lo que el inca pedía habría tirado oro y plata, en lugar de shashal y allpa. Por eso, aquí en Chinlla estamos condenados a trabajar toda la vida haciendo ollas con estos viles materiales, sin conseguir oro ni plata sino solo sufrimiento y pobreza,¡Es la maldición del inca!. En cambio Llamellín recibió la bendición del inca porque mandó el tributo que pedía, por eso sus tierras son tan buenas que nunca sus cosechas se pierden como entre nosotros »
 Traducción de la leyenda quechua narrada a Santiago Márquez Zorrilla, párroco de Chacas en 1940.